# Aeromost-Kharkov
Pour les articles homonymes, voir AHW.
Aeromost-Kharkov (code AITA : HT ; code OACI : AHW) était une compagnie aérienne ukrainienne, basée à Kharkiv. Elle utilise un nom en russe (Аеромост-Харьков) et non en ukrainien, ce qui donnerait Aeromist-Kharkiv (Аероміст Харків, nom officiel unique).
Cette compagnie a été créée en juin 2002. Elle dessert Kiev (8 vols par semaine, sur l'aéroport Zhuljany), Oujhorod (2 vols) et Batoumi (1 vol). Elle dessert depuis mars 2004 Moscou et Bratislava.
Elle a cessé ses activités le en Juin 2017.
Sa flotte a comporté jusqu'à 3 avions :
- 1 Antonov An-140.

Les Antonov sont fabriqués à Kharkiv.